# Colletes maroccanus
Colletes maroccanus är en biart som beskrevs av Warncke 1978. Colletes maroccanus ingår i släktet sidenbin, och familjen korttungebin. Inga underarter finns listade i Catalogue of Life.